# Franck Sauzée
Franck Sauzée, né le 28 octobre 1965 à Aubenas, est un footballeur international français ayant évolué au poste de milieu de terrain.
Il remporte plusieurs titres nationaux, notamment avec l'Olympique de Marseille, ainsi que la Ligue des champions 1993. Vainqueur du Championnat d'Europe Espoirs 1988, Sauzée est sélectionné à 39 reprises en équipe de France et dispute l'Euro 1992 avec les Bleus.

## Carrière

### En club
Franck Sauzée s'initie au football à Labégude, puis à l'UMS Montélimar, avant d'intégrer le centre de formation du FC Sochaux-Montbéliard, club avec lequel il débute en 1re division en 1983. Après avoir été relégué en 2e division, Sochaux remporte le championnat de D2 1987-1988 et s'incline aux tirs au but face au FC Metz en finale de la Coupe de France. Durant la saison, Sauzée inscrit 16 buts en 30 matches de championnat.
Sauzée est recruté par l'Olympique de Marseille en 1988 et réalise le doublé coupe-championnat durant sa première saison avec le club phocéen. Il inscrit notamment le but donnant la victoire à l'OM face au Paris-SG lors de la 35e journée, une énorme frappe des 20 mètres, sa spécialité. Marseille décroche un nouveau titre de champion en 1990. La saison suivante, il rejoint l'AS Monaco, qui se classe 2e du championnat de France en 1991 et remporte la Coupe de France. De retour à Marseille, il remporte le championnat en 1992, ainsi que la première édition de la Ligue des champions de l'UEFA en 1993, battant en finale le Milan AC de Fabio Capello (1-0, but de Basile Boli). Durant la phase de groupes, Sauzée est notamment l'auteur d'un triplé face au CSKA Moscou. Utilisé dans un registre plus offensif par l'entraîneur Raymond Goethals, il marque à 12 reprises en championnat et inscrit 6 buts en 10 rencontres européennes. Désireux de tenter une expérience à l'étranger après avoir tout gagné en France, il quitte l'OM à l'été 1993 après un nouveau titre de champion et effectue un bref passage dans le championnat d'Italie à l'Atalanta Bergame.
De retour en France un an plus tard, il s'engage au RC Strasbourg avec lequel il dispute une nouvelle finale de Coupe de France en 1995. Il est le seul joueur à avoir pris part à quatre finales de Coupe de France avec quatre clubs différents. 10e du championnat, le « Racing » remporte la Coupe Intertoto 1995 et se qualifie pour la Coupe UEFA. Sauzée passe ensuite deux saisons au Montpellier HSC avant de quitter le championnat de France.
À partir de la mi-1995, il est parfois surnommé Kaiser Sauzée, en référence à Keyser Söze, personnage principal du film Usual Suspects et au surnom de Franz Beckenbauer, plus connu sous le surnom der Kaiser, signifiant l'empereur.
Durant sa carrière en D1, il a disputé 369 matches et a inscrit 71 buts.
En février 1999, il est recruté par le club écossais d'Hibernian FC, qui la même année remporte le championnat d'Écosse de D2. Alors âgé de 35 ans, Sauzée signe pour une année supplémentaire et déclare qu'il souhaite mettre un terme à sa carrière à l'issue de la saison 2000-2001. Nommé capitaine, il est replacé au poste de libéro. Moins exigeant physiquement, ce rôle l'encourage à prolonger son contrat pour deux nouvelles saisons en février 2001. Les Hibs se classent à la 3e place du championnat d'Écosse et s'inclinent face au Celtic FC en finale de la Scottish Cup. Néanmoins, Sauzée met un terme à sa carrière de joueur en décembre 2001 pour succéder à l'entraîneur Alex McLeish, recruté par les Glasgow Rangers. Durant son passage en Écosse, le Français est apprécié des supporters du club. En 2005, il est reconnu par un sondage auprès des téléspectateurs de l'émission Football Focus, diffusée par la BBC, comme le meilleur joueur de l'histoire d'Hibernian FC.

### En équipe nationale
Franck Sauzée remporte l'édition 1988 du championnat d'Europe espoirs avec l'équipe de France, qui compte notamment dans ses rangs Laurent Blanc, Éric Cantona et un autre sochalien, l'attaquant Stéphane Paille. La finale oppose la France à la Grèce et est disputée en matchs aller-retour. Lors du second match, remporté 3-0 par les Français, Sauzée inscrit un doublé et comptera finalement 17 sélections dans cette catégorie.
Sauzée compte 39 sélections en équipe de France et a porté le brassard de capitaine à 6 reprises. Il est aussi l'auteur de neuf buts (dont cinq marqués de l'extérieur de la surface de réparation). Il est appelé pour la première fois par Henri Michel à l'occasion d'un match amical face à la Tchécoslovaquie, disputé en août 1988. Régulièrement sélectionné par Michel Platini, il prend part aux huit rencontres qualificatives pour la Coupe du monde 1990 disputées par les « Bleus » et inscrit son premier but international face à la Yougoslavie. Lors des éliminatoires de l'Euro 1992, Sauzée marque face à l'Albanie au bout de 34 secondes. Il bat ainsi le record détenu par Émile Veinante en inscrivant le but le plus rapide de l'histoire de l'équipe de France. Durant le tournoi, Sauzée est titulaire lors des deux premiers matches disputés par la France, qui est éliminée au premier tour. Gérard Houllier fait également appel à lui durant les éliminatoires de la Coupe du monde 1994. Il dispute l'intégralité de la campagne qualificative et joue son dernier match avec les « Bleus » le 17 novembre 1993, à l'occasion de la rencontre France - Bulgarie. Battue dans les dernières secondes de la partie, la France manque la qualification. À la suite de cette incroyable déconvenue, Franck Sauzée met alors un terme à sa carrière internationale, comme Jean-Pierre Papin ou Laurent Blanc et à l'inverse de ses deux coéquipiers, il ne reviendra jamais sur sa décision.

### En tant qu'entraîneur
Malgré son manque d'expérience, Sauzée est choisi pour succéder à Alex McLeish lorsque l'entraîneur d'Hibernian FC annonce soudainement son départ pour les Glasgow Rangers, en décembre 2001. En difficulté en championnat, l'équipe est battue en demi-finale de la Coupe de la Ligue écossaise par Ayr United FC, qui évolue en 2e division. Après avoir obtenu une seule victoire en quinze rencontres, le Français doit quitter son poste en février 2002. Il est remplacé par Bobby Williamson.

## Reconversion
En 2002, Franck Sauzée devient consultant sportif pour la chaîne Canal+, il commente les rencontres du championnat de France et de Ligue des champions. En 2008, il rejoint Orange Foot. En 2012, à la suite de l'arrêt de Orange Sports, il retourne sur Canal+ et commente les rencontres de Ligue 1. En 2013, il devient chroniqueur pour l'émission Les Spécialistes. Il est consultant Canal+ jusqu'en 2020. Il commente certains matchs de Ligue 1 diffusé le dimanche à 21h et la plupart des rencontres de l'Olympique de Marseille.
Après avoir tenu le rôle de consultant dans l'émission de radio RTL Foot, il intervient entre 2008 et 2011 dans l'émission Europe 1 Foot diffusée par la station française Europe 1.
Sauzée assure également les commentaires dans les versions françaises des jeux vidéo de football FIFA 09, 10, 11, 12, 13, 14, 15 et 16 aux côtés d'Hervé Mathoux, édité par Electronic Arts. Son contrat se termine en 2016.
En 2020, il quitte Canal+ pour rejoindre la nouvelle chaîne de Mediapro, Téléfoot, qui diffuse la majorité des matchs de Ligue 1 et Ligue 2 de 2020 à 2024. Il renonce finalement à rejoindre Téléfoot en août 2020.
Il rejoint la La chaîne L'Équipe à l’occasion de l’Euro 2020, programmé du 11 juin au 11 juillet 2021.

## Statistiques

### Statistiques détaillées
| Saison                | Club                   | Championnat           | Championnat | Championnat | Coupe(s) nationale(s) | Coupe(s) nationale(s) | Compétition(s) continentale(s) | Compétition(s) continentale(s) | Compétition(s) continentale(s) | France | France | Total | Total |
| Saison                | Club                   | Division              | M.          | B.          | M.                    | B.                    | Comp.                          | M.                             | B.                             | M.     | B.     | M.    | B.    |
| 1982-1983             | UMS Montélimar         | Division 4            | -           | -           | -                     | -                     | -                              | -                              | -                              | -      | -      | 0     | 0     |
| Sous-total            | Sous-total             | Sous-total            | -           | -           | -                     | -                     | -                              | -                              | -                              | -      | -      | 0     | 0     |
| 1983-1984             | FC Sochaux-Montbéliard | Division 1            | 22          | 1           | 4                     | 0                     | -                              | -                              | -                              | -      | -      | 26    | 1     |
| 1984-1985             | FC Sochaux-Montbéliard | Division 1            | 37          | 8           | 7                     | 2                     | -                              | -                              | -                              | -      | -      | 44    | 10    |
| 1985-1986             | FC Sochaux-Montbéliard | Division 1            | 27          | 7           | 3                     | 0                     | -                              | -                              | -                              | -      | -      | 30    | 7     |
| 1986-1987             | FC Sochaux-Montbéliard | Division 1            | 37          | 8           | 3                     | 1                     | -                              | -                              | -                              | -      | -      | 40    | 9     |
| 1987-1988             | FC Sochaux-Montbéliard | Division 2            | 31          | 16          | 11                    | 9                     | -                              | -                              | -                              | -      | -      | 42    | 25    |
| Sous-total            | Sous-total             | Sous-total            | 154         | 40          | 28                    | 12                    | -                              | -                              | -                              | -      | -      | 182   | 52    |
| 1988-1989             | Olympique de Marseille | Division 1            | 32          | 5           | 10                    | 2                     | -                              | -                              | -                              | 7      | 1      | 49    | 8     |
| 1989-1990             | Olympique de Marseille | Division 1            | 36          | 4           | 5                     | 2                     | C1                             | 7                              | 3                              | 7      | 1      | 55    | 10    |
| Sous-total            | Sous-total             | Sous-total            | 68          | 9           | 15                    | 4                     | -                              | 7                              | 3                              | 14     | 2      | 104   | 18    |
| 1990-1991             | AS Monaco              | Division 1            | 28          | 7           | 6                     | 2                     | C3                             | 5                              | 0                              | 6      | 3      | 45    | 12    |
| Sous-total            | Sous-total             | Sous-total            | 28          | 7           | 6                     | 2                     | -                              | 5                              | 0                              | 6      | 3      | 45    | 12    |
| 1991-1992             | Olympique de Marseille | Division 1            | 22          | 2           | 3                     | 2                     | C1                             | 2                              | 1                              | 7      | 1      | 34    | 6     |
| 1992-1993             | Olympique de Marseille | Division 1            | 35          | 12          | 2                     | 0                     | C1                             | 10                             | 6                              | 7      | 0      | 54    | 18    |
| Sous-total            | Sous-total             | Sous-total            | 57          | 14          | 5                     | 2                     | -                              | 12                             | 7                              | 14     | 1      | 88    | 24    |
| 1993-1994             | Atalanta Bergame       | Serie A               | 16          | 2           | 3                     | 2                     | -                              | -                              | -                              | 5      | 3      | 24    | 7     |
| Sous-total            | Sous-total             | Sous-total            | 16          | 2           | 3                     | 2                     | -                              | -                              | -                              | 5      | 3      | 24    | 7     |
| 1994-1995             | RC Strasbourg          | Division 1            | 30          | 6           | 6                     | 1                     | -                              | 1                              | 0                              | -      | -      | 37    | 7     |
| 1995-1996             | RC Strasbourg          | Division 1            | 27          | 4           | 3                     | 0                     | CI+C3                          | 10                             | 10                             | -      | -      | 40    | 14    |
| Sous-total            | Sous-total             | Sous-total            | 57          | 10          | 9                     | 1                     | -                              | 11                             | 10                             | -      | -      | 77    | 21    |
| 1996-1997             | Montpellier HSC        | Division 1            | 27          | 7           | 8                     | 1                     | C3                             | 3                              | 1                              | -      | -      | 38    | 9     |
| 1997-1998             | Montpellier HSC        | Division 1            | 12          | 0           | 3                     | 1                     | CI                             | 4                              | 2                              | -      | -      | 19    | 3     |
| 1998-1999             | Montpellier HSC        | Division 1            | 10          | 2           | -                     | -                     | -                              | -                              | -                              | -      | -      | 10    | 2     |
| Sous-total            | Sous-total             | Sous-total            | 49          | 9           | 11                    | 2                     | -                              | 7                              | 3                              | -      | -      | 67    | 14    |
| 1998-1999             | Hibernian FC           | SC                    | 9           | 2           | -                     | -                     | -                              | -                              | -                              | -      | -      | 9     | 2     |
| 1999-2000             | Hibernian FC           | SPL                   | 25          | 5           | 6                     | 1                     | -                              | -                              | -                              | -      | -      | 31    | 6     |
| 2000-2001             | Hibernian FC           | SPL                   | 33          | 2           | 6                     | 2                     | -                              | -                              | -                              | -      | -      | 39    | 4     |
| 2001-2002             | Hibernian FC           | SPL                   | 10          | 4           | -                     | -                     | C3                             | 1                              | 0                              | -      | -      | 11    | 4     |
| Sous-total            | Sous-total             | Sous-total            | 77          | 13          | 12                    | 3                     | -                              | 1                              | 0                              | -      | -      | 90    | 16    |
| Total sur la carrière | Total sur la carrière  | Total sur la carrière | 506         | 104         | 89                    | 28                    | -                              | 43                             | 23                             | 39     | 9      | 677   | 164   |

Les données de l'Atalanta Bergame et Hibernian FC ne sont pas complètes.

## Palmarès

### En club
- Vainqueur de la Ligue des Champions en 1993 avec l'Olympique de Marseille
- Champion de France en 1989, 1990 et 1992 avec l'Olympique de Marseille
- Vainqueur de la Coupe de France en 1989 avec l'Olympique de Marseille et 1991 avec l'AS Monaco
- Vainqueur de la Coupe Intertoto en 1995 avec le RC Strasbourg
- Championnat d'Écosse de deuxième division en 1999 avec Hibernians
- Vice-champion de France en 1991 avec l'AS Monaco
- Finaliste de la Coupe de France en 1988 avec le FC Sochaux-Montbéliard et en 1995 avec le RC Strasbourg
- Finaliste de la Coupe d'Écosse en 2001 avec Hibernians
- Vice-champion de France de Division 2 en 1988 avec le FC Sochaux-Montbéliard

### En sélection nationale
- 39 sélections et 9 buts entre 1988 et 1993
- Vainqueur du Tournoi de Toulon en 1985
- Champion d'Europe Espoirs en 1988
- Vainqueur du Tournoi du Koweït en 1990
- Participation au Championnat d'Europe des Nations en 1992 (Premier Tour)

### Distinctions personnelles et records
- Second buteur le plus rapide de l'histoire de l'équipe de France au bout de 34 secondes, le 30 mars 1991 face à l'Albanie (5-0)[19]
- Reçoit la note rarissime de 10/10 par L'Équipe pour sa performance contre la Grèce lors de la finale du Championnat d'Europe Espoirs de 1988
- 2e Meilleurs buteurs en coupe d'Europe avec l'Olympique de Marseille en 1993 avec ces 6 buts égalité avec Boksic, son coéquipier de l'OM.

## Publications

### Préfaces
- Pierre Ménès & Riff Reb's, Le Foot illustré de A à Z, préf. Franck Sauzée, La Source/Sirène, juillet 1997  (ISBN 978-2884610223)
- Mario Albano,Grandes finales de Marseille, préf. Franck Sauzée, Éditions Gaussen, 240 p., avril 2022  (ISBN 978-2356982308)